# Auvio
Auvio est une plateforme de télévision de rattrapage, de vidéo à la demande et de podcasting détenue par la RTBF. La plateforme contient une sélection issue des chaînes de la RTBF, d'AB3, d'ABXplore, d'Arte, de LN24, de BRUZZ et des archives de la Sonuma. Elle propose également une offre premium en partenariat avec Sooner. 

## Historique
Lancé le 13 avril 2016, le service permet de voir ou revoir les émissions des différentes chaînes télévisées et radios de l'entreprise publique.
En septembre 2019, la RTBF signe un accord avec Mediawan, ce qui permet à la plateforme de diffuser du contenu de AB3 et ABXplore à partir d'octobre 2019,.
Le 4 septembre 2019, Auvio lance sa rubrique Séries corner dont le but est de rendre en libre accès et en exclusivité un grand nombre de séries choisies par les équipes de la RTBF. Ces séries sont donc diffusées uniquement sur cette plateforme ainsi qu'en rediffusion le mercredi soir sur La Trois. Depuis lors, la plateforme enrichit de plus en plus son offre avec des documentaires exclusifs et des pièces de théâtre exclusives pour venir en aide au secteur de la culture fort touché par la pandémie de Covid-19. 
En avril 2020, à la suite d'un partenariat avec la Sonuma[réf. souhaitée], Auvio met en ligne des archives de la RTBF ainsi que des anciennes émissions de la chaîne, comme Strip tease.
En septembre 2020, 3,6 millions de comptes avaient été créés sur le site.
Le 7 octobre 2020, Auvio lance une offre premium nommée Sooner.
À partir du 8 février 2021, le contenu de la chaîne d'information en continu LN24 est également disponible sur la plateforme.